# Бунеева, Светлана Жамбаловна
Светлана Жамбаловна Бунеева (род. 9 апреля 1957, Улан-Удэ) ― советская и российская актриса, певица, режиссёр, народная артистка Республики Бурятия, заслуженная артистка Российской Федерации (2011), актриса Бурятского республиканского театра кукол «Ульгэр» (с 1976 года).

## Биография
Родилась 9 апреля 1957 года в Улан-Удэ, Бурятская АССР.
После учёбы в средней школе поступила в музыкальное училище. Затем окончила заочно Восточно-Сибирский государственный институт культуры (ныне ВСГАКИ). Руководителем у её курса был народный артист РСФСР, доцент театральной кафедры Содном Дашиевич Будажапов.
После окончания вуза 1976 году была приглашена в национальную студию, организованную при Театре кукол. Молодых актёров в студию набирал главный режиссёр театра, заслуженный работник культуры Бурятской АССР Владимир Петрович Ральчук.
Из интервью Светланы Бунеевой:

«У Владимира Ральчука была идея начать ставить спектакли на бурятском языке. Так, в 1977 году зрители увидели наш первый спектакль на бурятском языке „Ангаахай“ („Гусёнок“) Нины Гернет, поставленный в своё время замечательным режиссёром Сергеем Столяровым. Перевод на бурятский язык был сделан народным писателем Бурятии Ц-Б. Бадмаевым. Затем было много постановок на бурятском языке пьес Жана Зимина, Цырена Шагжина, Баира Эрдынеева, Батора Романова, Владимира Запханова, Михаила Батоина, Геннадия Башкуева».— 
Актриса обладает богатым воображением, широким голосовым диапазоном, внутренней пластикой. Поэтому ей по плечу роли и лирические, и характерные комические, и драматические. Может работать и по строго заданному режиссерскому рисунку, и импровизировать, точно и профессионально, каждый раз находя новые выразительные краски в характере той или иной роли.
За четыре десятилетия в театре Светлана Бунеева стала признанным мастером сцены. Стала автором идеи спектакля «Небесный аргамак», удостоенного в 2008 года Российской национальной театральной премии «Золотая Маска». Также придумала авторскую просветительскую программу «Театральные уроки бурятского языка», направленную на поддержание, изучение и развитие бурятского языка. В этой программе артистка лично подбирает литературный материал, делает инсценировки, ставит спектакли.
В качестве актрисы Светлана Бунеева сыграла около двух десятков спектаклей. Создала несколько режиссерских работ. Работала в детских телевизионных передачах Бурятского телевидения и радио. Также на концертах выступает и как эстрадная певица, впервые в этом качестве вышла на сцену в 1988 году.
За вклад в развитие бурятского и российского театрального искусства Светлана Бунеева удостоена почётных званий «Народная артистка Республики Бурятия» и «Заслуженная артистка Российской Федерации» (в 2011 году).